# 2017年10月6日福岛近海地震 (17时00分)
2017年10月福岛近海地震是2017年10月6日17时00分左右发生于日本福岛县近海的一次地震。本次地震的日本气象厅地震规模和矩震级均为6.0级，震源深度约为10.0km，震中距离福岛县300千米。东北地方、关东地方和甚至震中距较远的北海道均观测到了最大震度2，但没有造成海啸，且无人员受伤报告。

## 地震解析

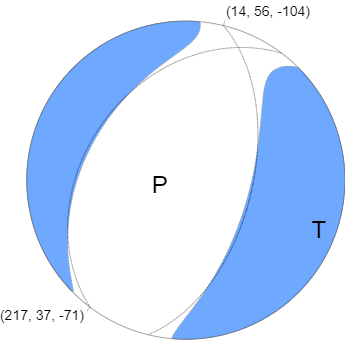
美国地质勘探局（USGS）所提供的震源机制解，可初步判定为一次正断层事件。

### 发生背景
在本次地震发生的前段时间，日本东北地方近海的大规模地震发生次数显着增长。例如2017年9月21日发生在三陆近海的Mj6.3级地震和发生于2017年9月27日的岩手县Mj6.1级地震，两者都被认为是东日本大地震活动区的地震。虽然六年多的时间已经过去了，但这一地区的地震活动依然活跃。

### 观测结果
- 日本：日本气象厅（JMA）测定本次地震规模为Mj6.0级，震源深度约10km。东北地方、关东地方和北海道均观测到最大震度2[1]。后震源深度修订为6km[10]。

- 美国：美国地质勘探局（USGS）测定本次地震规模为Mw6.0级，震源深度约10.0km，最大烈度为修订麦加利地震烈度III度[2]。随后于2017年10月25日，将本次地震的相关信息进行了修订。震源深度修订为9.0km，地震规模为Mw6.2级[3]。

- 德国：亥姆霍兹德国地理研究中心（英语：GFZ German Research Centre for Geosciences）下属地震网GEOFON测定本次地震规模为Mw6.2级，震源深度约10km[11]。

- 中华人民共和国：中国地震台网（CENC）测定本次地震规模为Ms6.1级，震源深度约10km[12][13]。

### 后续研究
- 与其他大多数2011年日本東北地方太平洋近海地震的余震不同的是，本次地震的震源机制解显示其为一次正断层事件，而非其他大多数余震的逆断层事件[4]。

- 本次地震被美国地质勘探局列入2017年重大地震[14]。

## 影响
由于日本位于四个板块的交界处，每年都经历一些相对强烈的地震。但日本严格的建筑法规和严格的执法，意味着即使是强大的震动也不会造成太大的损害。位于千叶县千叶市的一些居民称感受到了长而强烈的地震，摇动可能持续了15秒以上，甚至感受到了约为烈度5（V）度的摇晃。在美国地质勘探局（USGS）关于本次地震的“Did You Feel It?”页面中，也判定部分地区可能感受到了烈度为5（V）度的摇晃。除此之外，专家警告说，受本次地震影响，预计将会有中度余震。

## 关联地震
- 2011年日本東北地方太平洋近海地震
- 2011年日本东北地方太平洋近海地震前震和余震
- 发生于本次地震发震约7小时之后的2017年10月6日福岛近海地震 (23时56分)[註 3]